# Kalna (gmina Crna Trava)
Kalna (cyr. Кална) – wieś w Serbii, w okręgu jablanickim, w gminie Crna Trava. W 2011 roku liczyła 86 mieszkańców.